# NGC 5531
NGC 5531 is een lensvormig sterrenstelsel in het sterrenbeeld Ossenhoeder. Het hemelobject werd op 7 februari 1862 ontdekt door de Duits-Deense astronoom Heinrich Louis d'Arrest.

## Synoniemen
- MCG 2-36-61
- ZWG 74.155
- PGC 50999